# 2 Pedro 2
2 Pedro 2 é o segundo capítulo da Segunda Epístola de Pedro, de autoria do Apóstolo Pedro, que faz parte do Novo Testamento da Bíblia.

## Estrutura
I. Os falsos mestres, seu caráter e suas doutrinas corruptas
1. Suas heresias e a negação de Cristo, v. 1
2. Sua popularidade, influência perversa, avareza e hipocrisia, v. 2,3
3. Os juízos implacáveis de Deus sobre os anjos que pecaram, sobre os antidiluvianos e sobre Sodoma e Gomorra são advertências aos ímpios, v. 4-6
4. Os justos serão libertos, mas os injustos serão reservados para o juízo futuro, v. 7-9
5. Descrição adicional dos mestres apóstatas, suas características, obra e destino
a) Sua sensualidade, presunção, arrogância e excessos, v. 10-13
b) Sua perniciosa influência e apostasia motivadas pela ganância, v. 14-16
c) Sua vacuidade, instabilidade e destino futuro, v. 17
d) Suas palavras infladas, acompanhadas de sensualidade: prometem liberdade aos homens, mas os conduzem ao cativeiro da depravação, v. 18,19
e) Sua apostasia e sua depravação total, v. 20-22